# Jean-Charles Vegliante
Pour les articles homonymes, voir Vegliante.
 (janvier 2024).
Il peut être nécessaire de l'améliorer pour respecter le principe de neutralité de point de vue. 

 (avril 2022).
Jean-Charles Vegliante est un professeur et traducteur français né en 1947 à Rome.

## Biographie
Jean-Charles Vegliante est ancien élève de l'École normale supérieure (promotion L1967), agrégé d'italien, et docteur d'État ès études italiennes (1993). 
Il a été professeur à l'Université Sorbonne Nouvelle - Paris 3, où il a fondé le Centre interdisciplinaire de recherches sur la culture des échanges (CIRCE) et le groupe de traduction collective 'Une autre poésie italienne' ; émérite depuis 2015. Poète-traducteur.  

### Travaux
Sa recherche porte sur la poétique, les transferts culturels et la traductologie. Depuis son anthologie de la nouvelle poésie italienne (1977), nombre de traductions de textes poétiques contemporains ont été procurées en français par ses soins. Traducteur de Dante, Leopardi, Pascoli, Fortini, Raboni. Il a également travaillé sur la présence italienne en France, en particulier au XXe siècle. 
Édition critique bilingue de la Vie nouvelle de Dante (Classiques Garnier, 2011), édition de poche ('Classiques jaunes') 2024 ; nombreuses publications en ligne (critiques et traductions), en italien et en français. Quelques traductions de poètes français vers l'italien. Ensemble d'articles sur la traduction du "presque-même".

## Ouvrages
- L'Année dernière : douze mois amers suivis d'autres moins drôles et de traductions, Paris, chez l'auteur, 1978 (BNF 35555215) ;
- Vers l'amont Dante (préf. Jacqueline Risset), Paris, L'Alphée, 1986 ;
- Ungaretti entre les langues (avec des inédits), Paris, Italiques, 1987 (intègre Notes pour une poésie, éd. Solin, 1980 (avec une préface de A. Pieyre de Mandiargues) ;
- Sonnets du petit pays entraîné vers le nord, Paris-Sens, Les Solitudes (Obsidiane), 1991 ; recueil repris et augmenté : Sonnets du petit pays entraîné vers le nord et autres jurassiques, avec des encres de Véronique Cheanne, Mont-de-Laval, L'Atelier du grand tétras, 2019 ;
- Les Oublies, Paris-Sens, Obsidiane, 1994 ; trad. anglaise de P. Broome & J. Kiang - Will there be Promises, Mellen, 2000 ;
- Rien commun, Paris, Belin, 2000 (prés. G. Pedroni)  (ISBN 978-2-7011-2838-2) ; un large choix traduit en italien par F. Piemontese (Pensiero del niente, Milan, Stampa2009, 2016 : extraits) ;
- Nel lutto della luce / Le deuil de lumière (anthologie bilingue, trad. italienne de Giovanni Raboni), Turin, Einaudi, 2004 [contient en particulier Les Oublies et autres textes contemporains]  (ISBN 9788806149697) ;
- Urbanités, Paris, Lavoir Saint-Martin, 2015  (ISBN 978-2-919749-26-3)
- Où nul ne veut se tenir, Bruxelles, La Lettre volée, 2016  (ISBN 978-2-87317-479-8)  - Prix Heredia de l'Académie française (2018) ;
- Trois cahiers avec une chanson, suivi de Source de la Loue, Mont-de-Laval, L'Atelier du grand tétras, 2020  (ISBN 978-2-37531-057-1) ;

- Fragments de la chasse au trésor (proses), Saint Benoît du Sault, Tarabuste, 2021  (ISBN 978-2-84587-528-9) ;
- Rauco in noi un linguaggio / En nous des fois un rauque langage (bilingue, trad. M. Lecomte), Latiano, Interno poesia, 2021 ;
- Territoires de Philippe Denis (essai), Condeixa-a-Nova, La Ligne d'Ombre, 2021 ;
- Incontri, seguito da Altre Babeli (poésie plurilingue), Latiano, Interno poesia, 2023

### Éditions
- G. De Chirico, Poèmes poesie - textes inédits (éd. et prés. J.-Ch. Vegliante), Paris, Solin, 1981 ;
- Vittorio Sereni, Madrigal à Nefertiti et autres poèmes (choix et trad.), Le Caire, Éd. de la rue Champollion, 1987 [mais fin 1986, éd. bilingue];

- Éd. avec Jacqueline Paulhan et Luciano Rebay (préf. L. Rebay), Correspondance Jean Paulhan-Giuseppe Ungaretti, Paris, Gallimard, 1989  (ISBN 2-07-071665-1) (BNF 36638898) ;
- Lectures du geste (colloque d'Urbino 1988), Paris, LNL-ACPI (Univ. Paris 3), 1990 ;
- Torquato Tasso (prés. Jacques Audiberti), Les Flèches d'Armide : poèmes extraits de la Jérusalem délivrée [éd. et Postface], Paris, coll. « La Salamandre », Imprimerie nationale, 1994  (ISBN 2-11-081311-3) (BNF 35764545) ;
- Dante Alighieri, La Comédie (édition bilingue, trad. française, Notices et Postface), 3 vol., Paris, Imprimerie nationale, 1996-1998-2007 ; Gallimard 'poésie' (La Comédie - Poème sacré), 2012 (20142, 20213) ;
- Giuseppe Ungaretti, La Guerre - une poésie. Suivi de PLM (éd. et postface), Nantes, le passeur, 1999 ;
- La répétition à l'épreuve de la traduction. Redire, transformer, Paris, Chemins de tr@verse, 2011 (sous la direction de Judith Lindenberg et Jean-Charles Vegliante)  (ISBN 978-2-313-00272-8) ;
- Dante Alighieri (éd. critique avec Guglielmo Gorni et traduction), Vie nouvelle, coll. « Textes littéraires du Moyen âge : forme de lumière », (2011), édition de poche ('Classiques jaunes'), 2024
- Giovanni Pascoli, L'impensé la poésie - Choix de poèmes 1890-1911 (Éd. prés. & trad.), Paris - Sesto S. Giovanni, Mimésis, 2018 (126 p.)
- Giovanni Raboni, Représentation de la croix (éd. & trad.), préface de J.-P. Lemaire, Paris - Gouville sur mer, Le Bruit du temps, 2021